# Cristoforo Numai
Cristoforo Numai OFM (ur. w XV w. w Forlì, zm. 23 marca 1528 w Ankonie) − włoski franciszkanin, generał zakonu, kardynał.

## Życiorys
Urodził się w szlacheckiej rodzinie Franciszka Numaia i Kasandry Ercolani, jako drugi z pięciu synów. Studiował w Bolonii, a następnie na Sorbonie w Paryżu. Po zdobyciu tytułu doktora słuchał w Wenecji wykładów franciszkanina Francesco Zorzi o walorach mistycznych dzieła Mirandoli. Po przyjęciu święceń kapłańskich był spowiednikiem Ludwiki Sabaudzkiej oraz, według niektórych źródeł, Klaudii Walezjuszki. W latach 1517–1518 był przełożonym generalnym franciszkanów obediencji obserwanckiej. Papież Leon X kreował go 1 lipca 1517 kardynałem. Urząd generała zakonu pełnił jednak nadal do kapituły w Lyonie, gdzie doprowadził do nowego określenia prowincji w zakonie. Był administratorem apostolskim Alatri (1517–1528), Isernii (1522–1524) oraz Riez (1526–1527). Kościołem tytularnym kard. Numai był najpierw kościół San Matteo in Merulana, a następnie Santa Maria in Ara coeli, znajdujący się w rękach braci mniejszych. Był mianowany nuncjuszem apostolskim na dworze francuskim i komisarzem odpowiedzialnym za budowę bazyliki św. Piotra na Watykanie. W czasie Sacco di Roma został raniony przez żołnierzy księcia Burbonii. Po wyjeździe do Ankony otrzymał listy z wyrazami współczucia wysłane przez papieża Klemensa VII, królów Franciszka I Walezjusza oraz Henryka VIII. Zmarł w Ankonie 23 marca 1528. Pochowano go w Rzymie w bazylice Matki Bożej Ołtarza Niebiańskiego.